# 20mm機関砲 F2
20mm機関砲 F2（フランス語: canon mitrailleur de 20 mm modèle F2）は、フランスの機関砲。頭字語のCN-MIT 20 F2、略称の20F2（20mm F2、F2）、GIAT（現Nexter）の製品名20 M 693（M693）などの名称も使用され、GIAT社の製品であることからM621と共にGIAT 20とも呼ばれている。日本語では略称のF2と20mm機関砲を合わせてF2 20mm機関砲とも呼ばれている。

## 概要
1969年に開発されたプロトタイプである20mm機関砲 F1（canon mitrailleur de 20 mm modèle F1）の生産型である。
砲口初速は、APDSが1,300m/秒、APが1,070m/秒、HEが1,050m/秒。有効射程は、軽装甲車両に対してAPDSで1,000m、APで700m。対人無力化目的で2,000m、殺傷目的で1,200m、対空は1,500mとされている。改良型のF2 ACAでは、発射速度が900発/分となっている。
射撃モードは、単発・バースト・連射の3モード。左右から2種類の弾薬を供給可能であり、薬莢は給弾されたのと同一サイドから上方に排出される。
車載対空システム（砲塔）である"Toucan"、牽引対空機関砲である76t2（CERBERE）・53t2（TARASQUE）・53t4などのバリエーションがある。

## 艦載版
1980年代にエリコンKA 20 mm 機関砲の後継機関砲として、DCNとの共同開発により、艦載版が開発された。
まず、ガボンの高速戦闘艇に採用され、続いてフランス海軍に導入された。
フランス海軍の採用型は、射手・装弾手・指揮官の3名で運用される有人のシステムであり、旋回などの操作は射手が行う。システム重量は336kg、俯角は15度、仰角は60度となっている。発射速度は650-720発/分、最大射程は6,770m（APDS）、10,020m（HE）、150発入りの弾倉を2つ持ち、照準は光学式、排莢は下方に変更されている。

### Nexter
Nexterでは、15BとNARWHAL 20Bという2種類のシステムを提案している。15Bは、哨戒艇・巡視船・フリゲートなどに向けた人力操作のシステムであり、システム重量は270kg、発射速度は740発/分。
15Bと、ヘリコプター用の航空機関砲ターレットTHL 20・THL 30の技術を組み合わせたものがNARWHALである。
遠隔操作の無人砲塔であり、海賊やテロリストへの対処を目標として開発された。無人化によって乗員のリスクを低減し、海賊などが保有している重機関銃よりも大型の20mm機関砲を使用することで、射程外より制圧することを可能としている。システム重量は400kg、ジャイロスタビライザーにより、安定した射撃を可能としている。
なお、15AとNARWHAL 20Aは、より小型・低反動の20mm機関砲であるM621を採用したものである。

## 採用例
攻撃ヘリコプター・AMX-30B2戦車（対空照準器付き）・AMX-10P歩兵戦闘車・VAB T20/13などに採用されている。
BAEシステムズによって、Mi-24 ハインドの改修キット、AH-2 ローイファルクの搭載機関砲としても採用されている。

### 艦載版[7][13]
フランス海軍
- 原子力空母「シャルル・ド・ゴール」
- フォルバン級駆逐艦
- アキテーヌ級駆逐艦
- フロレアル級フリゲート
- ラファイエット級フリゲート
- デスティエンヌ・ドルヴ級通報艦
- トリパルタイト型機雷掃討艇
- P400型哨戒艇

 アルジェリア海軍
- ドゥルモン級コルベット

 インドネシア海軍
- トリパルタイト型機雷掃討艇

 オランダ海軍
- トリパルタイト型機雷掃討艇

 ガボン海軍
- P400型哨戒艇

 サウジアラビア海軍
- アル・リヤド級フリゲート（15B）[14]
- NAJA 12型哨戒艇

 トルコ海軍
- ブラク級コルベット

 パキスタン海軍
- トリパルタイト型機雷掃討艇

 ベルギー海軍
- トリパルタイト型機雷掃討艇

 マラウイ海軍
- アンタレス級哨戒艇

 モロッコ海軍
- ムハンマド5世級フリゲート